# Oecetis asmada
Oecetis asmada är en nattsländeart som beskrevs av Malicky 1979. Oecetis asmada ingår i släktet Oecetis och familjen långhornssländor. Inga underarter finns listade i Catalogue of Life.